# Jonas Lionginas
Jonas Lionginas (ur. 16 maja 1956 w Wilnie) – litewski polityk, dwukrotny minister finansów, poseł na Sejm Republiki Litewskiej w latach 2000–2008.

## Życiorys
W 1980 ukończył studia ekonomiczne na Uniwersytecie Wileńskim. Odbywał następnie staże naukowe na uczelniach w Szwecji, Danii i Austrii.
Od 1983 do 1999 pracował w Ministerstwie Finansów, najpierw Litewskiej SRR, następnie Republiki Litewskiej. W latach 1983–1987 pełnił funkcję starszego inspektora. Od 1987 był zastępcą naczelnika, a następnie naczelnikiem wydziału dochodów państwowych. Od 1991 do 1994 kierował państwową inspekcją podatkową, a w latach 1994–1995 był zastępcą dyrektora tej inspekcji. Od 1995 był dyrektorem departamentu spraw międzynarodowych, a od 1996 sekretarzem resortu finansów. Jednocześnie w drugiej połowie lat 90. pełnił funkcję przewodniczącego rad dwóch banków państwowych.
W 1996 wstąpił do Związku Ojczyzny. W 1999 w pierwszym rządzie Rolandasa Paksasa sprawował przez kilka miesięcy urząd ministra finansów. Po dymisji rządu razem z byłym premierem odszedł do Litewskiego Związku Liberałów. W wyborach parlamentarnych w 2000 uzyskał z ramienia LLS mandat poselski. W tym samym roku został radnym miejskim Wilna, zrezygnował jednak wkrótce (podobnie jak w 2002) z zasiadania w samorządzie.
W drugim gabinecie Rolandasa Paksasa od listopada 2000 do lipca2001 ponownie kierował resortem finansów. Wraz z byłym premierem współtworzył następnie Partię Liberalno-Demokratyczną. W kolejnych wyborach w 2004 kandydował jednak z listy Partii Pracy, odnawiając mandat deputowanego.
W nowej kadencji przewodniczył komisji finansów. W 2006 odszedł z DP do Partii Demokracji Obywatelskiej, a rok później został członkiem klubu poselskiego Litewskiej Partii Socjaldemokratycznej. W 2008 z ramienia socjaldemokratów bezskutecznie ubiegał się o reelekcję.
W grudniu 2008 objął funkcję dyrektora wydawnictwa sejmowego "Valstybės žinios".